# Cristian Muñoz (Radsportler)
Cristian Camilo Muñoz Lancheros (* 20. März 1996 in Ventaquemada) ist ein kolumbianischer Radrennfahrer.

## Sportlicher Werdegang
Zur Saison 2017 wurde Muñoz Mitglied im kolumbianischen UCI Continental Team Coldeportes Zenu. Im selben Jahr trat er erstmals international in Erscheinung durch Teilnahme an der Tour de l’Avenir und am Giro Ciclistico d’Italia, der U23-Italienrundfahrt. 2018 gewann er beim Giro Ciclistico d’Italiaeine Etappe und wurde Siebenter in der Gesamtwertung.
Zur Saison 2019 wechselte er zum UCI WorldTeam UAE Team Emirates, für das er keine nennenswerten Erfolge erzielen konnte. Nach der Saison 2022 verließ Muñoz Europa und wurde Mitglied im kolumbianischen UCI Continental Team Nu Colombia.

## Erfolge
2018
- eine Etappe Giro Ciclistico d’Italia